# نادي أبي الأشهر
نادي أبي الأشهر الرياضي (بالاشهر - في اللهجة المحلية الليبية )
هو نادي رياضي تأسس في مدينة تاجوراء سنة 1984 يلعب حاليا في الدوري الليبي الممتاز 2015-2016 وذلك للمرة الأولى في تاريخه سمي النادي بهذا الاسم نسبة للحي الذي يتواجد به النادي وهو حي ( ابي الأشهر - بالاشهر ) بمدينة تاجوراء وقد تعرض النادي لهدم مقره منتصف تسعينيات القرن الماضي لأسباب مجهولة.

## الشعار و الغلالة
- الشعار: شعار النادي عبارة عن شكل يشبع الدرع ابيض اللون مؤطر باللون الأحمر مجزأ إلى جزأين بواسطة مستطيل مؤطر باللون الأخضر داخل المستطيل يوجد اسم النادي باللغتين العربية و الإنجليزية أما جزأي الدرع السفلي منه يعادل تقريبا ثلثي الدرع به رموز لبعض الرياضات ( رفع الأثقال - كرة الطائرة - كرة القدم - كرة السلة - الجمبار ) إضافة لتاريخ التأسيس اسفل منهم و أما الجزء العلوي للدرع فبه رسوم لهلال باللون الاحمر و نجمة باللون الاخضر في منتصف الهلال صورة لكرة قدم و يمر بأعلى الهلال خطوط متموجة بالالوان الحمراء و السوداء و الخضراء ترمز لالوان العلم الليبي.
- الغلالة: يرتدي الفريق غلالة حمراء مقلمة طوليا باللون الأخضر مع بنطال قصير أبيض اللون و جوارب خضراء اللون.

## الدوري الممتاز
- صعد النادي لأول مرة إلى الدوري الليبي الممتاز في الموسم الرياضي 2015-2016.
- أول مباراة رسمية للفريق في الدوري الممتاز كانت بتاريخ 20- مايو (5)-2016 ضد نادي خليج سرت على ملعب طرابلس الدولي وانتهت بنتيجة 1-0 لصالح نادي خليج سرت.
- أول فوز للنادي في الدوري الممتاز كان على نادي الشرارة بتاريخ الجمعة 27 مايو 2016 وبنتيجة 2-0.
- أول تعادل للفريق في الدوري الممتاز كان مع نادي السويحلي بنتيجة 0-0 بتاريخ الأربعاء 13 يوليو 2016.
- أول هدف للفريق في بطولة الدوري الممتاز كان عن طريق اللاعب أحمد الزياني في الدقيقة 15 من عمر المباراة وفي مرمى نادي الشرارة.
- ترتيب الفريق في مجموعته في أول موسم له هو السادس برصيد 18 نفطة بعد فوزه في 5 مباريات وتعادله في ثلاثة وخسارته لثلاثة اخريات.
- يشرف على تدريب الفريق في أول مواسمه في الدوري الممتاز المدرب الوطني جلال الدامجة.
- أول هدف يدخل مرمى الفريق في الدوري الممتاز كان بأقدام اللاعب صالح الطاهر من نادي خليج سرت في الدقيقة 30.

## وصلات خارجية
- أبي الأشهر يحقق أول فوز في الدوري الليبي - موقع كووورة
- خليج سرت يحقق فوز صعباً على بالاشهر في الدوري الليبي - موقع كووورة
- «أبي الأشهر» الليبي يتعاقد مع مدرب جديد استعداداً للدوري الممتاز - موقع كووورة
- سجل مشاركات ابي الأشهر - موقع كووورة
- سجل مباريات النادي في الدوري الممتاز - موقع كووورة
- ملعب نادي ابي الأشهر - ويكيمابيا
- خليج سرت يحقق فوزا صعبا على نادي ابي الأشهر - موقع اخبار ليبيا
- ترتيب فرق الدوري الليبي الممتاز - كووورة